# Epirrhoe effusa
Epirrhoe effusa là một loài bướm đêm trong họ Geometridae.